# Districte municipal d'Akmenė
El Districte municipal d'Akmenė (en lituà: Akmenės rajono savivaldybė) és un dels 60 municipis de Lituània, situat dins del comtat de Šiauliai, i que forma part de la regió de Samogitia. La capital del municipi és la ciutat de Naujoji Akmenė.

## Estructura
- 3 ciutats: Akmenė, Naujoji Akmenė i Venta;
- 2 pobles: Kruopiai i Papilė;
- 165 viles

## Seniūnijos del districte municipal d'Akmenė
- Akmenės seniūnija (Akmenė)
- Kruopių seniūnija (Kruopiai)

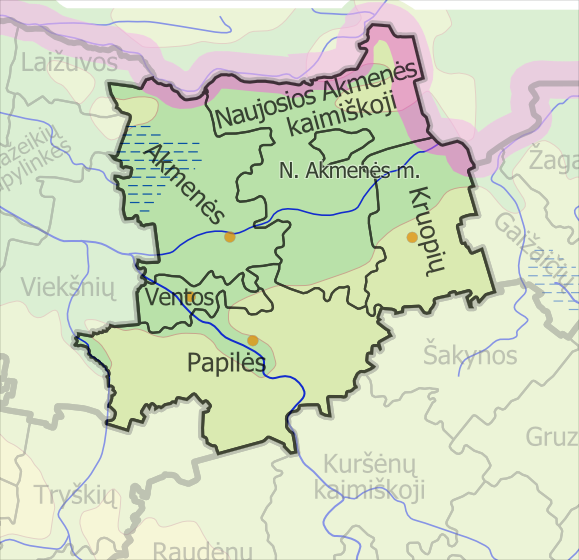
Mapa del districte

- Naujosios Akmenės kaimiškoji seniūnija (Naujoji Akmenė)
- Naujosios Akmenės miesto seniūnija (Naujoji Akmenė)
- Papilės seniūnija (Papilė)
- Ventos seniūnija (Venta)